# Thaiföld az 1996. évi nyári olimpiai játékokon
Thaiföld az egyesült államokbeli Atlantában megrendezett 1996. évi nyári olimpiai játékok egyik részt vevő nemzete volt. Az országot az olimpián 10 sportágban 37 sportoló képviselte, akik összesen 2 érmet szereztek.

## Érmesek
| Érem  | Versenyző         | Sportág   | Versenyszám |
| ----- | ----------------- | --------- | ----------- |
| Arany | Szomrak Khamszing | Ökölvívás | Pehelysúly  |
| Bronz | Khadpo Vichai     | Ökölvívás | Harmatsúly  |

## Atlétika
Férfi
| Versenyző                                                          | Versenyszám     | Előfutam | Előfutam | Előfutam | Elődöntő | Elődöntő | Elődöntő | Döntő   | Döntő    |
| Versenyző                                                          | Versenyszám     | Idő      | Hely.    | Össz.    | Idő      | Hely.    | Össz.    | Idő     | Helyezés |
| ------------------------------------------------------------------ | --------------- | -------- | -------- | -------- | -------- | -------- | -------- | ------- | -------- |
| Sayan Namwong Worasit Vechaphut Kongdech Natenee Ekkachai Janthana | 4 × 100 m váltó | 39,80    | 4.       | 18.*     | kiesett  | kiesett  | kiesett  | kiesett | kiesett  |

Női
| Versenyző                                                                | Versenyszám     | Előfutam | Előfutam | Előfutam | Döntő   | Döntő    |
| Versenyző                                                                | Versenyszám     | Idő      | Hely.    | Össz.    | Idő     | Helyezés |
| ------------------------------------------------------------------------ | --------------- | -------- | -------- | -------- | ------- | -------- |
| Sunisa Kawrungruang Kwuanfah Inchareon Savitree Srichure Supaporn Hubson | 4 × 100 m váltó | 45,62    | 4.       | 14.      | kiesett | kiesett  |

* - egy másik versenyzővel azonos eredményt ért el

## Cselgáncs
Férfi
| Versenyző     | Versenyszám | Selejtező         | 32-es főtábla             | Nyolcaddöntő      | Negyeddöntő       | Elődöntő          | Vigaszág első kör | Vigaszág negyeddöntő | Vigaszág elődöntő | Bronz- mérkőzés   | Döntő             | Helyezés |
| Versenyző     | Versenyszám | Ellenfél Eredmény | Ellenfél Eredmény         | Ellenfél Eredmény | Ellenfél Eredmény | Ellenfél Eredmény | Ellenfél Eredmény | Ellenfél Eredmény    | Ellenfél Eredmény | Ellenfél Eredmény | Ellenfél Eredmény | Helyezés |
| ------------- | ----------- | ----------------- | ------------------------- | ----------------- | ----------------- | ----------------- | ----------------- | -------------------- | ----------------- | ----------------- | ----------------- | -------- |
| Pitak Kampita | Nehézsúly   | erőnyerő          | Frederico Flexa (BRA) · V | kiesett           | kiesett           | kiesett           |                   |                      |                   |                   |                   | 21.      |

## Műugrás
Férfi
| Versenyző    | Versenyszám        | Selejtező | Selejtező | Elődöntő | Elődöntő | Döntő   | Döntő    |
| Versenyző    | Versenyszám        | Pont      | Helyezés  | Pont     | Helyezés | Pont    | Helyezés |
| ------------ | ------------------ | --------- | --------- | -------- | -------- | ------- | -------- |
| Suchat Pichi | Egyéni műugrás     | 257,13    | 34.       | kiesett  | kiesett  | kiesett | kiesett  |
| Suchat Pichi | Egyéni toronyugrás | 290,64    | 29.       | kiesett  | kiesett  | kiesett | kiesett  |

Női
| Versenyző          | Versenyszám        | Selejtező | Selejtező | Elődöntő | Elődöntő | Döntő   | Döntő    |
| Versenyző          | Versenyszám        | Pont      | Helyezés  | Pont     | Helyezés | Pont    | Helyezés |
| ------------------ | ------------------ | --------- | --------- | -------- | -------- | ------- | -------- |
| Sukrutai Tommaoros | Egyéni toronyugrás | 115,44    | 33.       | kiesett  | kiesett  | kiesett | kiesett  |

## Ökölvívás
| Versenyző           | Versenyszám | Selejtező                       | Nyolcaddöntő                     | Negyeddöntő                    | Elődöntő                   | Döntő                        | Helyezés |
| Versenyző           | Versenyszám | Ellenfél Eredmény               | Ellenfél Eredmény                | Ellenfél Eredmény              | Ellenfél Eredmény          | Ellenfél Eredmény            | Helyezés |
| ------------------- | ----------- | ------------------------------- | -------------------------------- | ------------------------------ | -------------------------- | ---------------------------- | -------- |
| Somrot Kamsing      | Papírsúly   | Yaşar Giritli (TUR) · 19–4      | Sabin Marius Bornei (ROU) · 18–7 | Daniel Petrov (BUL) · 6–18     | kiesett                    | kiesett                      | 5.       |
| Phamuansak Phasuwan | Légsúly     | Háled Faláh (SYR) · 9–11        | kiesett                          | kiesett                        | kiesett                    | kiesett                      | 17.      |
| Khadpo Vichai       | Harmatsúly  | Claude Lambert (CAN) · 12–2     | Carlos Barreto (VEN) · 14–6      | Hicham Nafil (MAR) · 13–4      | Kovács István (HUN) · 7–12 | kiesett                      |          |
| Szomrak Khamszing   | Pehelysúly  | Luís Seda (PUR) · 13–2          | Philip Ndou (RSA) · 12–7         | Ramaz Paliani (RUS) · 13–4     | Pablo Chacón (ARG) · 20–8  | Szerafim Todorov (BUL) · 8–5 |          |
| Phongsit Veangviact | Könnyűsúly  | Irvin Buhlalu (RSA) · 21–5      | Jaroslav Konečný (CZE) · 20–6    | Terrance Cauthen (USA) · 10–14 | kiesett                    | kiesett                      | 6.       |
| Parkpoom Jangphonak | Váltósúly   | Szerhij Dzinziruk (UKR) · 10–20 | kiesett                          | kiesett                        | kiesett                    | kiesett                      | 17.      |

## Sportlövészet
Férfi
| Versenyző             | Versenyszám    | Selejtező | Selejtező | Döntő   | Döntő    |
| Versenyző             | Versenyszám    | Pont      | Helyezés  | Pont    | Helyezés |
| --------------------- | -------------- | --------- | --------- | ------- | -------- |
| Jakkrit Panichpatikum | Szabadpisztoly | 536       | 43.       | kiesett | kiesett  |
| Jakkrit Panichpatikum | Légpisztoly    | 574       | 29.**     | kiesett | kiesett  |
| Surin Klomjai         | Légpisztoly    | 547       | 50.       | kiesett | kiesett  |
| Surin Klomjai         | Szabadpisztoly | 542       | 40.*      | kiesett | kiesett  |

Női
| Versenyző          | Versenyszám           | Selejtező | Selejtező | Döntő   | Döntő    |
| Versenyző          | Versenyszám           | Pont      | Helyezés  | Pont    | Helyezés |
| ------------------ | --------------------- | --------- | --------- | ------- | -------- |
| Jarintorn Dangpiam | Légpuska              | 388       | 29.*      | kiesett | kiesett  |
| Jarintorn Dangpiam | Sportpuska, összetett | 570       | 30.*      | kiesett | kiesett  |

* - egy másik versenyzővel azonos eredményt ért el

** - hat másik versenyzővel azonos eredményt ért el

## Súlyemelés
| Versenyző       | Versenyszám | Szakítás | Szakítás | Lökés    | Lökés    | Összesen | Helyezés |
| Versenyző       | Versenyszám | Eredmény | Helyezés | Eredmény | Helyezés | Összesen | Helyezés |
| --------------- | ----------- | -------- | -------- | -------- | -------- | -------- | -------- |
| Nopadol Wanwang | 108 kg      | 140,0    | 19.      | 177,5    | 17.      | 317,5    | 17.      |

## Tenisz
Női
| Versenyző                             | Versenyszám | 32-es főtábla                                                                | Nyolcaddöntő                                       | Negyeddöntő                                                                  | Elődöntő          | Bronz- mérkőzés   | Döntő             | Helyezés |
| Versenyző                             | Versenyszám | Ellenfél Eredmény                                                            | Ellenfél Eredmény                                  | Ellenfél Eredmény                                                            | Ellenfél Eredmény | Ellenfél Eredmény | Ellenfél Eredmény | Helyezés |
| ------------------------------------- | ----------- | ---------------------------------------------------------------------------- | -------------------------------------------------- | ---------------------------------------------------------------------------- | ----------------- | ----------------- | ----------------- | -------- |
| Benjamas Sangaram Tamarine Tanasugarn | Páros       | Görögország (GRE) · Hrisztína Papadáki · Hrísztina Zahariádu · 6–2, 6–7, 6–2 | Kína (CHN) · Chen Li · Yi Jingqian · 2–6, 6–4, 6–4 | Spanyolország (ESP) · Conchita Martínez · Arantxa Sánchez Vicario · 2–6, 1–6 | kiesett           | kiesett           | kiesett           | 5.       |

## Tollaslabda
| Versenyző                                | Versenyszám | Selejtező                                  | 32-es főtábla                                                                              | Nyolcaddöntő                                                    | Negyeddöntő       | Elődöntő          | Döntő             | Helyezés |
| Versenyző                                | Versenyszám | Ellenfél Eredmény                          | Ellenfél Eredmény                                                                          | Ellenfél Eredmény                                               | Ellenfél Eredmény | Ellenfél Eredmény | Ellenfél Eredmény | Helyezés |
| ---------------------------------------- | ----------- | ------------------------------------------ | ------------------------------------------------------------------------------------------ | --------------------------------------------------------------- | ----------------- | ----------------- | ----------------- | -------- |
| Kitipon Kitikul                          | Férfi egyes | Todor Velkov (BUL) · 15–7, 17–15           | Macsida Fumihiko (JPN) · 7–15, 11–15                                                       | kiesett                                                         | kiesett           | kiesett           | kiesett           | 17.      |
| Pramote Teerawiwatana Sakrapee Thongsari | Férfi páros |                                            | erőnyerő                                                                                   | Nagy-Britannia (GBR) · Chris Hunt · Simon Archer · 14–18, 11–15 | kiesett           | kiesett           | kiesett           | 9.       |
| Khunakorn Sudhisodhi Siripong Siripool   | Férfi páros |                                            | Dél-Korea (KOR) · Ha Thegvon (Ha Tae-gwon) · Kang Gjondzsin (Gang Gyeong-jin) · 8–15, 5–15 | kiesett                                                         | kiesett           | kiesett           | kiesett           | 17.      |
| Pornsawan Plungwech                      | Női egyes   | Catrine Bengtsson (SWE) · 11–4, 4–11, 11–6 | Jeng Shwu-Zen (TPE) · 11–5, 11–0                                                           | Han Jingna (CHN) · 3–11, 6–11                                   | kiesett           | kiesett           | kiesett           | 9.       |
| Jaroensiri Somhasurthai                  | Női egyes   | Elsa Nielsen (ISL) · 11–1, 11–2            | Margit Borg (SWE) · 3–11, 11–7, 5–11                                                       | kiesett                                                         | kiesett           | kiesett           | kiesett           | 17.      |

## Úszás
Férfi
| Versenyző                                                                       | Versenyszám            | Előfutam | Előfutam | Előfutam | Döntő   | Döntő   | Döntő   | Helyezés |
| Versenyző                                                                       | Versenyszám            | Idő      | Hely.    | Össz.    | Típus   | Idő     | Hely.   | Helyezés |
| ------------------------------------------------------------------------------- | ---------------------- | -------- | -------- | -------- | ------- | ------- | ------- | -------- |
| Torlarp Sethsothorn                                                             | 200 m gyors            | 1:54,73  | 7.       | 33.      | kiesett | kiesett | kiesett | kiesett  |
| Torlarp Sethsothorn                                                             | 400 m gyors            | 3:57,08  | 6.       | 19.      | kiesett | kiesett | kiesett | kiesett  |
| Torlarp Sethsothorn                                                             | 1500 m gyors           | 15:40,04 | 6.       | 16.      | kiesett | kiesett | kiesett | kiesett  |
| Dulyarit Phuangthong                                                            | 100 m hát              | 58,32    | 2.       | 38.      | kiesett | kiesett | kiesett | kiesett  |
| Dulyarit Phuangthong                                                            | 200 m hát              | 2:05,26  | 2.       | 26.      | kiesett | kiesett | kiesett | kiesett  |
| Ratapong Sirasanont                                                             | 100 m mell             | 1:03,81  | 2.       | 26.      | kiesett | kiesett | kiesett | kiesett  |
| Ratapong Sirasanont                                                             | 200 m mell             | 2:17,32  | 5.       | 20.      | kiesett | kiesett | kiesett | kiesett  |
| Ratapong Sirasanont                                                             | 200 m vegyes           | 2:05,18  | 5.       | 16.      | B       | 2:05,02 | 7.      | 15.      |
| Ratapong Sirasanont                                                             | 400 m vegyes           | 4:26,99  | 6.       | 15.      | B       | 4:26,35 | 4.      | 12.      |
| Niti Intharapichai                                                              | 200 m pillangó         | 2:03,88  | 3.       | 33.      | kiesett | kiesett | kiesett | kiesett  |
| Niti Intharapichai Dulyarit Phuangthong Torlarp Sethsothorn Ratapong Sirasanont | 4 × 100 m vegyes váltó | 3:56,80  | 6.       | 22.      | kiesett | kiesett | kiesett | kiesett  |

Női
| Versenyző             | Versenyszám    | Előfutam | Előfutam | Előfutam | Döntő   | Döntő   | Döntő   | Helyezés |
| Versenyző             | Versenyszám    | Idő      | Hely.    | Össz.    | Típus   | Idő     | Hely.   | Helyezés |
| --------------------- | -------------- | -------- | -------- | -------- | ------- | ------- | ------- | -------- |
| Ravee Intporn-Udom    | 200 m gyors    | 2:05,77  | 4.       | 31.      | kiesett | kiesett | kiesett | kiesett  |
| Ravee Intporn-Udom    | 400 m gyors    | 4:21,93  | 3.       | 26.      | kiesett | kiesett | kiesett | kiesett  |
| Ravee Intporn-Udom    | 800 m gyors    | 9:01,14  | 1.       | 23.      | kiesett | kiesett | kiesett | kiesett  |
| Praphalsai Minpraphal | 100 m hát      | 1:04,61  | 2.       | 21.      | kiesett | kiesett | kiesett | kiesett  |
| Praphalsai Minpraphal | 200 m hát      | 2:21,82  | 2.       | 30.      | kiesett | kiesett | kiesett | kiesett  |
| Praphalsai Minpraphal | 100 m pillangó | 1:03,35  | 4.       | 28.      | kiesett | kiesett | kiesett | kiesett  |
| Praphalsai Minpraphal | 200 m pillangó | 2:18,19  | 8.       | 25.      | kiesett | kiesett | kiesett | kiesett  |
| Praphalsai Minpraphal | 200 m vegyes   | 2:22,34  | 7.       | 34.      | kiesett | kiesett | kiesett | kiesett  |
| Praphalsai Minpraphal | 400 m vegyes   | 4:58,33  | 5.       | 27.      | kiesett | kiesett | kiesett | kiesett  |

## Vitorlázás
Férfi
| Versenyző      | Versenyszám     | Futam | Futam | Futam | Futam | Futam | Futam | Futam | Futam | Futam | Pontszám | Helyezés |
| Versenyző      | Versenyszám     | 1     | 2     | 3     | 4     | 5     | 6     | 7     | 8     | 9     | Pontszám | Helyezés |
| -------------- | --------------- | ----- | ----- | ----- | ----- | ----- | ----- | ----- | ----- | ----- | -------- | -------- |
| Arun Homraruen | Szörfvitorlázás | 13    | 27    | 14    | (47*) | 31    | 28    | 17    | 5     | (34)  | 135,0    | 21.      |

* - nem indult